# Lukas Kasha
Lukas Kasha var ett norskt new wave- och rock/indie-popband från Oslo, signat till skivbolaget Division Records. Med lite hänsyn till genrer och regler formade de sex bandmedlemmarna (Sven, Brox, Andy, Kris, Henjum och Jon) en slående och energisk rock. Deras singel "Love Abuse" från albumet Animated People's Republic, på vilket även Ingrid Olava deltar, finns med på soundtracket till EA Sports FIFA 08. Bandet har turnerat i Norge, Nederländerna, Spanien, Tyskland och Storbritannien och spelat bland annat på Liverpool Music Week, Reeperbahnfestivalen och på Marquee Club i London. De har uppträtt tillsammans med de svenska Shout Out Louds, Dungen och Johnossi samt med The Raveonettes (Danmark) och Telex (England). Lukas Kasha splittrades februari 2010.

## Medlemmar
Senaste medlemmar
- Andreas Prestmo – sång, gitarr (2000–2010)
- Sven Andréen – trummor, ljudeffekter, bakgrundssång (2000–2010)
- Kristian Singstad Pålshaugen – sologitarr (2004–2010)
- Eyvind Brox – keyboard, synthesizer, percussion, bakgrundssång (2004–2010)
- Jon Karlsen – basgitarr (2004–2010)
- Eivind Henjum – keyboard, synthesizer, ljudeffekter, bakgrundssång (2005–2010)

Tidigare medlemmar
- Christian Enger – gitarr (2000–2004)
- Fredrik Lid – basgitarr (2000–2001)
- Roger Williamsen – basgitarr (2001–2004)
- Thomas Kaldhol – gitarr (2002–2004)
- Kim Soppaland – keyboard (2002–2004)

## Diskografi
Album
- Animated People's Republic (2007)
- Revelations (2009)

EP
- You Are My Drug (2003)

Singlar
- "A Day Began" (2004)
- "Kiss My Gun" (2005)
- "Queen Of Smack" (2005)
- "Love Abuse" (2006)
- "Kreuzberg 66" (2006)